# Стружниця (річка)
Стружниця (словац. Stružnica) — річка в Словаччині, права притока Цірохи, протікає в окрузі Снина.
Довжина — 9.7 км. Витік знаходиться в масиві Буковський Врх — на висоті 770 метрів. Протікає територією колишніх сіл Остружниця і Звала.
Впадає у водосховище Старина на території природного парку «Полонини» на висоті 330 метрів.